# 성구동물
성구동물(星口動物, Sipuncula, Sipunculida, sipunculid worms, peanut worms)의 몸은 원통의 주머니 모양으로서, 길이는 대부분 10-30cm이다. 체절이 없으며, 몸 옆에는 혹발이나 강모가 없다. 몸은 앞쪽의 입술 부분과 굵은 체간부로 이루어져 있으며, 입술 둘레에는 손가락·잎·나뭇가지 모양 등의 촉수가 배열되어 있다. 몸 표면은 다양한 모양과 크기의 유두 돌기로 덮여 있고, 체벽은 큐티클·표피·진피·환상근·종주근 등으로 이루어져 있다. 144 ~ 320여 종을 포함하고 있다.

## 발생
성구동물의 발생은 성숙한 정자나 알이 신관에 채워지면, 이들을 밤이나 이른 아침에 바닷물 속에 방출하여 수정이 이루어진다. 그 후 난할이 진행되어 수정 후 이틀 정도 지나면 트로코포라유생이 된다. 이때 앞쪽 끝에는 긴 편모가 생기며, 한 쌍의 붉은 눈과 폭이 넓은 섬모대가 있어서 활발히 헤엄쳐 돌아다닌다. 그 후 변태하여 물 밑에 가라앉는데 일주일 정도가 지나면 한 쌍의 작은 촉수가 생기기 시작하여 약 2주 후에는 먹이를 취할 수 있게 된다.

## 서식
모두 바다에서 사는데, 주로 얕은 바다의 돌 밑이나 바위틈, 바닷말의 뿌리 사이, 산호초 사이, 둥근 조개, 모뿔조개 등이 죽은 조개껍질 속, 모래펄 속의 깊은 구멍 등에 살며, 갯지렁이에 기생하는 것도 있다. 먹이를 취할 때는 입술을 바다밑 개펄 위에 대고 촉수의 표면에 나 있는 섬모를 이용하여 아주 작은 원생동물이나 물벼룩, 갑각류, 다모류의 유생이나 규조류 등을 점액으로 굳혀 입으로 들여보낸다.

## 하위 분류
- 등촉수별벌레강 (Phascolosomatidea)
  - Aspidosiphoniformes
    - Aspidosiphonidae

  - 등촉수별벌레목 (Phascolosomatiformes)
    - 등촉수별벌레과 (Phascolosomatidae) - 상어껍질별벌레(Phascolosoma scolops) 포함
- 성구강 (Sipunculidea)
  - 미끈이별벌레목 (Golfingiiformes)
    - 미끈이별벌레과 (Golfingiidae)
    - Phascolionidae
    - 수지별벌레과 (Themistidae)

  - 별벌레목 (Sipunculiformes)
    - 별벌레과 (Sipunculidae)